# Igreja Católica na Guiana
A Igreja Católica na Guiana é parte da Igreja Católica universal, em comunhão com a liderança espiritual do Papa, em Roma, e da Santa Sé. O país vive em ambiente multirreligioso, sendo as maiores religiões o protestantismo e o hinduísmo. Ainda assim, a liberdade religiosa é garantida e as diferentes religiões convivem pacificamente.

## História
O explorador inglês Walter Raleigh, desbravou o território da Guiana entre 1595 e 1596, seguido pelos holandeses, que também fizeram algumas explorações na mesma década, levando a Companhia Holandesa das Índias Ocidentais fundou as colônias de Berbice em 1624 e Essequibo e Demerara em 1645. Os britânicos só voltaram a assumir o controle da região em 1813. Nesse período, as únicas religiões vigentes aceitas eram a Igreja da Inglaterra e a Igreja da Escócia. Outras igrejas cristãs e religiões só foram toleradas em território guianense a partir de 1899, incluindo o catolicismo. A Guiana só foi ter seu primeiro bispo nativo em 1971.
Em 26 de maio de 1966, a Guiana torna-se um país independente, sob um regime republicano e socialista. Nesse período, os líderes católicos tornaram-se cada vez mais francos em relação às políticas governamentais. Em 6 de outubro de 1980 foi aprovada nova constituição, que aboliu as antigas restrições às escolas religiosas privadas, e o novo governo eleito implementou uma economia de livre mercado. Apesar dos esforços do governo, a seca e a instabilidade política resultaram em problemas econômicos contínuos até ao final do século XX. Além disso, o país estava sobrecarregado com pagamentos de juros sobre empréstimos feitos por nações industrializadas. Em 1999, 20% da dívida externa da Guiana foi perdoada pelas nações que detinham essa dívida. O Vaticano, que encorajou tal ação através da sua campanha do Jubileu de 2000, embora tenha expressado desapontamento pelo fato de o montante perdoado não ter sido superior.
Nesse período o país possuía tolerância religiosa e o governo permitiu que todas as religiões seu culto livremente. Uma preocupação para os católicos guianenses foi a legalização do aborto em 1995, e o Catholic Standard, jornal gerido pela Igreja, divulgou os esforços contínuos das igrejas do país para derrubar essa lei.

## Atualmente

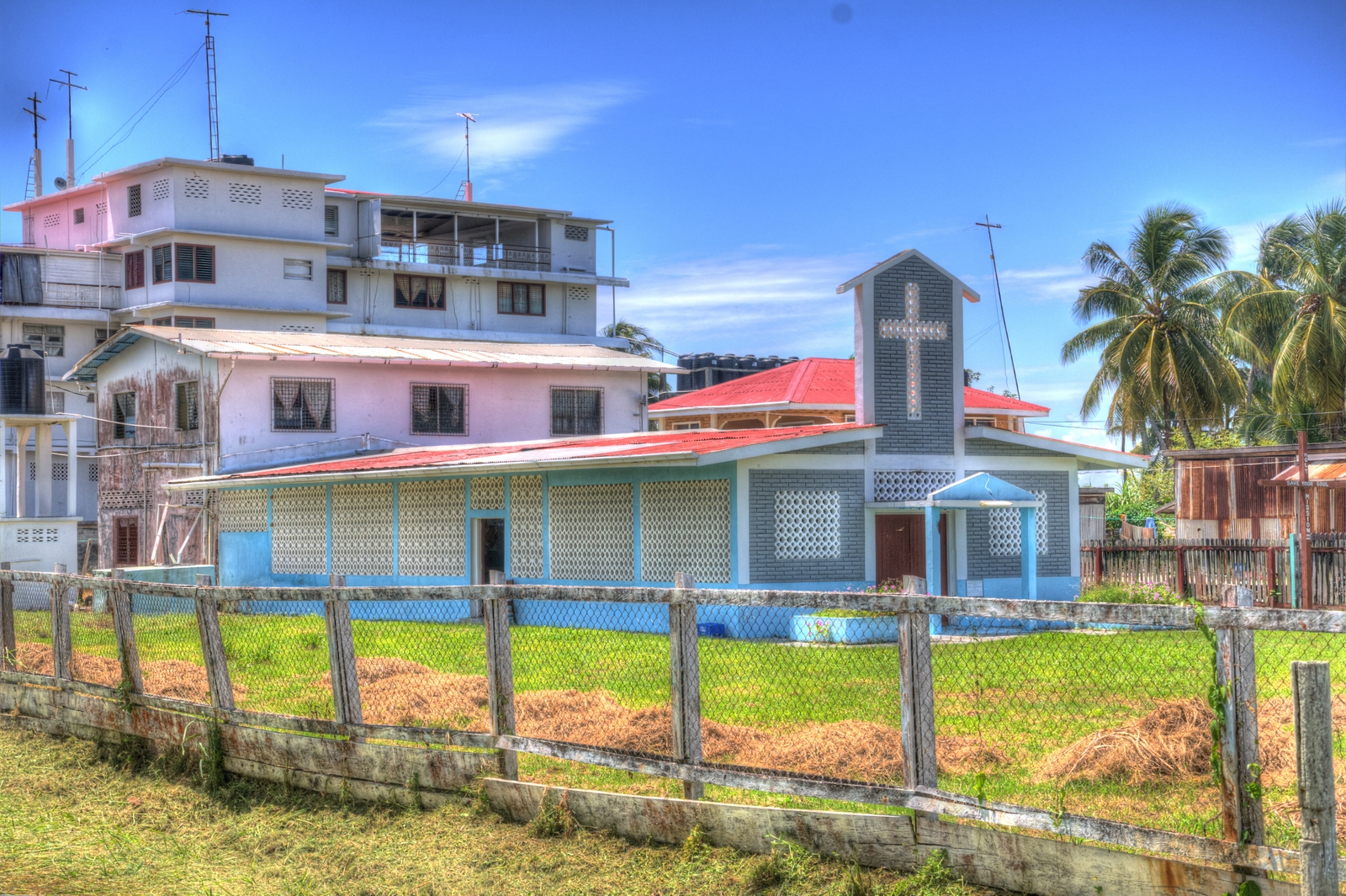
Igreja católica na Guiana.

Em 2000, a Guiana tinha 24 paróquias atendidas por quatro padres seculares e 50 religiosos. Também trabalhavam no país 15 irmãos e 132 irmãs, que serviam nas 102 escolas primárias e 63 secundárias do país ou fornecendo outra ajuda humanitária, como esforços médicos para lidar com a propagação da AIDS. O  o Catholic Standard, foi elogiado pelos seus esforços contínuos para promover a consciência social e política, bem como para reforçar a doutrina da Igreja.
Em 2020, um homem, alegadamente com problemas psiquiátricos, invadiu uma missa que era celebrada em Georgetown, agrediu o padre e levou um anel que ele usava e uma bíblia da paróquia. Ele foi preso logo em seguida.
Em 2023, durante a crise entre Guiana e Venezuela, envolvendo a região de Essequibo, o bispo de Georgetown, Dom Francis Alleyne, afirmou que "as questões relativas à fronteira são 'dignas' da preocupação e atenção dos cidadãos", e incentivou o envolvimento ativo do povo guianense na questão, incluindo "dar as mãos, agitar bandeiras e cantar canções patrióticas e o hino nacional".
A Guiana e o vizinho Suriname são os únicos países da América do Sul que nunca foram visitados por um papa.

## Organização territorial

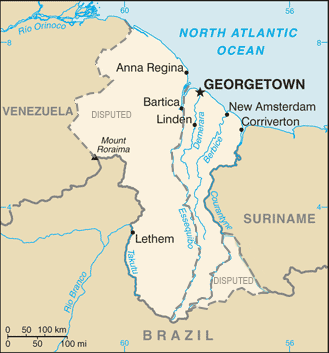
A Diocese de Georgetown abrange toda a Guiana.

O país forma uma única diocese, a Diocese de Georgetown, que foi criada em 12 de abril de 1837 como Vicariato Apostólico da Guiana Inglesa, e elevada a diocese em 1956.

## Conferência Episcopal
A Conferência Episcopal das Antilhas foi criada em 1958, e reúne os bispos da Guiana, do Suriname, da Guiana Francesa e de países e territórios das Antilhas.

## Nunciatura Apostólica
A Nunciatura Apostólica da Guiana foi estabelecida em 1997.